# El hijo de Jean
El hijo de Jean, título original en francés Le Fils de Jean, es una película francesa de 2016 dirigida por Philippe Lioret.

## Sinopsis
Mathieu tiene 33 años y vive con la incógnita de no haber conocido a su padre. Su madre siempre le dijo que fue fruto de una aventura de una noche. Una mañana, en su apartamento de París, recibe una llamada de Canadá de un desconocido que dice ser amigo de su padre, que este ha fallecido, y que le quiere enviar lo que aparentemente le ha dejado en herencia: un cuadro. También le dice que tiene dos hermanos. Movido por la curiosidad, decide viajar a Montreal para conocer a esa parte de su familia que vive allí, que no serán, ni mucho menos, lo que y los que, Mathieu esperaba.

## Reparto
- Pierre Deladonchamps como Mathieu.
- Gabriel Arcand como Pierre.
- Catherine de Léan como Bettina.
- Marie-Thérèse Fortin como Angie.
- Pierre-Yves Cardinal como Sam.
- Patrick Hivon como Ben.
- Lilou Moreau-Champagne como Anna.
- Milla Moreau-Champagne como Rose.
- Hortense Monsaingeon como Marina.
- Romane Portail como Carine.
- Timothy Vom Dorp como Valentin.
- Martin Laroche como Rémi.